# Gran Premi de São Paulo del 2021
El Gran Premi de São Paulo de Fórmula 1, vintena cursa de la temporada 2021, es va disputar al Circuit d'Interlagos entre els dies 12 a 14 de novembre del 2021.
Aquest gran premi va ser el tercer i últim del any a realitzar la qualificació esprint, la cursa classificatòria que definía la graella de sortida de la cursa en el dia següent.

## Qualificació
La qualificació per la cursa classificatòria es va celebrar el dia 12 de novembre.
| Pos                 | No | Pilot              | Constructor           | Part 1   | Part 2   | Part 3   | Sortida |
| ------------------- | -- | ------------------ | --------------------- | -------- | -------- | -------- | ------- |
| 1                   | 33 | Max Verstappen     | Red Bull-Honda        | 1:09.329 | 1:08.499 | 1:08.372 | 1       |
| 2                   | 77 | Valtteri Bottas    | Mercedes              | 1:09.040 | 1:08.426 | 1:08.469 | 2       |
| 3                   | 11 | Sergio Pérez       | Red Bull-Honda        | 1:09.172 | 1:08.973 | 1:08.483 | 3       |
| 4                   | 10 | Pierre Gasly       | AlphaTauri-Honda      | 1:09.347 | 1:08.903 | 1:08.777 | 4       |
| 5                   | 55 | Carlos Sainz Jr.   | Ferrari               | 1:09.046 | 1:09.031 | 1:08.826 | 5       |
| 6                   | 16 | Charles Leclerc    | Ferrari               | 1:09.155 | 1:08.859 | 1:08.960 | 6       |
| 7                   | 4  | Lando Norris       | McLaren-Mercedes      | 1:09.365 | 1:09.030 | 1:08.980 | 7       |
| 8                   | 3  | Daniel Ricciardo   | McLaren-Mercedes      | 1:09.374 | 1:09.093 | 1:09.039 | 8       |
| 9                   | 14 | Fernando Alonso    | Alpine-Renault        | 1:09.391 | 1:09.137 | 1:09.113 | 9       |
| 10                  | 31 | Esteban Ocon       | Alpine-Renault        | 1:09.430 | 1:09.189 |          | 10      |
| 11                  | 5  | Sebastian Vettel   | Aston Martin-Mercedes | 1:09.451 | 1:09.399 |          | 11      |
| 12                  | 22 | Yuki Tsunoda       | AlphaTauri-Honda      | 1:09.350 | 1:09.483 |          | 12      |
| 13                  | 7  | Kimi Räikkönen     | Alfa Romeo-Ferrari    | 1:09.598 | 1:09.503 |          | 13      |
| 14                  | 99 | Antonio Giovinazzi | Alfa Romeo-Ferrari    | 1:09.342 | 1:10.227 |          | 14      |
| 15                  | 18 | Lance Stroll       | Aston Martin-Mercedes | 1:09.663 |          |          | 15      |
| 16                  | 6  | Nicholas Latifi    | Williams-Mercedes     | 1:09.897 |          |          | 16      |
| 17                  | 63 | George Russell     | Williams-Mercedes     | 1:09.953 |          |          | 17      |
| 18                  | 47 | Mick Schumacher    | Haas-Ferrari          | 1:10.329 |          |          | 18      |
| 19                  | 9  | Nikita Mazepin     | Haas-Ferrari          | 1:10.589 |          |          | 19      |
| 107% Temps:1:13.544 |    |                    |                       |          |          |          |         |
| EX                  | 44 | Lewis Hamilton     | Mercedes              | 1:08.733 | 1:08.068 | 1:07.934 | 201     |
| Font:               |    |                    |                       |          |          |          |         |

Notes
- ^1  – Lewis Hamilton va ser desclassificat de la qualificació després que es descobrís una irregularitat al DRS del seu cotxe.[5]

## Cursa classificatòria
La cursa classificatòria va ser el dia 13 de novembre.
| Pos   | No | Pilot              | Constructor           | Voltes | Temps / Retirada | Pos.Sortida | Punts |
| ----- | -- | ------------------ | --------------------- | ------ | ---------------- | ----------- | ----- |
| 1     | 77 | Valtteri Bottas    | Mercedes              | 24     | 29:09.559        | 2           | 3     |
| 2     | 33 | Max Verstappen     | Red Bull-Honda        | 24     | +1.170           | 1           | 2     |
| 3     | 55 | Carlos Sainz Jr.   | Ferrari               | 24     | +18.723          | 5           | 1     |
| 4     | 11 | Sergio Pérez       | Red Bull-Honda        | 24     | +19.787          | 3           |       |
| 5     | 44 | Lewis Hamilton     | Mercedes              | 24     | +20.872          | 20          | 1     |
| 6     | 4  | Lando Norris       | McLaren-Mercedes      | 24     | +22.558          | 7           |       |
| 7     | 16 | Charles Leclerc    | Ferrari               | 24     | +25.056          | 6           |       |
| 8     | 10 | Pierre Gasly       | AlphaTauri-Honda      | 24     | +34.158          | 4           |       |
| 9     | 31 | Esteban Ocon       | Alpine-Renault        | 24     | +34.632          | 10          |       |
| 10    | 5  | Sebastian Vettel   | Aston Martin-Mercedes | 24     | +34.867          | 11          |       |
| 11    | 3  | Daniel Ricciardo   | McLaren-Mercedes      | 24     | +35.869          | 8           |       |
| 12    | 14 | Fernando Alonso    | Alpine-Renault        | 24     | +36.578          | 9           |       |
| 13    | 99 | Antonio Giovinazzi | Alfa Romeo-Ferrari    | 24     | +41.880          | 14          |       |
| 14    | 18 | Lance Stroll       | Aston Martin-Mercedes | 24     | +44.037          | 15          |       |
| 15    | 22 | Yuki Tsunoda       | AlphaTauri-Honda      | 24     | +46.150          | 12          |       |
| 16    | 6  | Nicholas Latifi    | Williams-Mercedes     | 24     | +46.760          | 16          |       |
| 17    | 63 | George Russell     | Williams-Mercedes     | 24     | +47.739          | 17          |       |
| 18    | 7  | Kimi Räikkönen     | Alfa Romeo-Ferrari    | 24     | +50.014          | 13          |       |
| 19    | 47 | Mick Schumacher    | Haas-Ferrari          | 24     | +1:01.680        | 18          |       |
| 20    | 9  | Nikita Mazepin     | Haas-Ferrari          | 24     | +1:07.474        | 19          |       |
| Font: |    |                    |                       |        |                  |             |       |

Notes
- ^1  – Lewis Hamilton va ser penalitzat amb 5 posicions per excedir la seva quota de motors de combustió interna (ICE).

## Resultats de la cursa
La cursa es va celebrar el dia 14 de novembre.
| Pos                                                                   | No | Pilot              | Constructor           | Voltes | Temps / Retirada | Pos.Sortida | Punts |
| --------------------------------------------------------------------- | -- | ------------------ | --------------------- | ------ | ---------------- | ----------- | ----- |
| 1                                                                     | 44 | Lewis Hamilton     | Mercedes              | 71     | 1:32:22.851      | 10          | 25    |
| 2                                                                     | 33 | Max Verstappen     | Red Bull-Honda        | 71     | +10.496          | 2           | 18    |
| 3                                                                     | 77 | Valtteri Bottas    | Mercedes              | 71     | +13.576          | 1           | 15    |
| 4                                                                     | 11 | Sergio Pérez       | Red Bull-Honda        | 71     | +39.940          | 4           | 131   |
| 5                                                                     | 16 | Charles Leclerc    | Ferrari               | 71     | +49.517          | 6           | 10    |
| 6                                                                     | 55 | Carlos Sainz Jr.   | Ferrari               | 71     | +51.820          | 3           | 8     |
| 7                                                                     | 10 | Pierre Gasly       | AlphaTauri-Honda      | 70     | +1 volta         | 7           | 6     |
| 8                                                                     | 31 | Esteban Ocon       | Alpine-Renault        | 70     | +1 volta         | 8           | 4     |
| 9                                                                     | 14 | Fernando Alonso    | Alpine-Renault        | 70     | +1 volta         | 12          | 2     |
| 10                                                                    | 4  | Lando Norris       | McLaren-Mercedes      | 70     | +1 volta         | 5           | 1     |
| 11                                                                    | 5  | Sebastian Vettel   | Aston Martin-Mercedes | 70     | +1 volta         | 9           |       |
| 12                                                                    | 7  | Kimi Raikkonen     | Alfa Romeo-Ferrari    | 70     | +1 volta         | PL          |       |
| 13                                                                    | 63 | George Russell     | Williams-Mercedes     | 70     | +1 volta         | 17          |       |
| 14                                                                    | 99 | Antonio Giovinazzi | Alfa Romeo-Ferrari    | 70     | +1 volta         | 13          |       |
| 15                                                                    | 22 | Yuki Tsunoda       | AlphaTauri-Honda      | 70     | +1 volta         | 15          |       |
| 16                                                                    | 6  | Nicholas Latifi    | Williams-Mercedes     | 70     | +1 volta         | 16          |       |
| 17                                                                    | 9  | Nikita Mazepin     | Haas-Ferrari          | 69     | +2 voltes        | 19          |       |
| 18                                                                    | 47 | Mick Schumacher    | Haas-Ferrari          | 69     | +2 voltes        | 18          |       |
| Ret                                                                   | 3  | Daniel Ricciardo   | McLaren-Mercedes      | 49     | Motor            | 11          |       |
| Ret                                                                   | 18 | Lance Stroll       | Aston Martin-Mercedes | 47     | Motor            | 14          |       |
| Volta ràpida: Sergio Pérez (Red Bull-Honda) – 1:11.010 (en el lap 71) |    |                    |                       |        |                  |             |       |
| Font:                                                                 |    |                    |                       |        |                  |             |       |

Notes
- ^1  – Inclòs 1 punt extra per la volta ràpida.

## Classificació després de la cursa
| Pos. | Pilot           | Punts | Canvis |
| ---- | --------------- | ----- | ------ |
| 1    | Max Verstappen  | 332.5 | =      |
| 2    | Lewis Hamilton  | 318.5 | =      |
| 3    | Valtteri Bottas | 203   | =      |
| 4    | Sergio Pérez    | 178   | =      |
| 5    | Lando Norris    | 151   | =      |

| Pos. | Constructor      | Punts | Canvis |
| ---- | ---------------- | ----- | ------ |
| 1    | Mercedes         | 521.5 | =      |
| 2    | Red Bull-Honda   | 510.5 | =      |
| 3    | Ferrari          | 287.5 | =      |
| 4    | McLaren-Mercedes | 256   | =      |
| 5    | Alpine-Renault   | 106   | =      |